# Домбек, Станислав
Стани́слав До́мбек (Де́мбек) (пол. Stanisław Dąbek; 28 марта 1892, Ниско, Австро-Венгрия — 19 сентября 1939, Оксивская скала) — польский военный деятель, полковник Войска Польского, командир бригады морской национальной обороны и исполняющий обязанности главнокомандующего Сухопутной береговой обороны во время Сентябрьской войны. Посмертно получил звание бригадного генерала. Погиб во время обороны Оксивской скалы от вермахта.
Участник 
польско-украинской и советско-польских войн. После поражения в обороне Оксивской скалы совершил самоубийство, застрелившись в голову. В последующие годы на территории Польши началось увековечивание памяти Станислава Домбека — от названия улиц вплоть до памятников.

## Биография
Станислав Домбек родился 28 марта 1892 года в городе Ниско на территории Австро-Венгрии (ныне — Подкарпатское воеводство Польши), в польской крестьянской семье. Кроме Станислава в семье было шесть детей. В 1900 году его отец купил ферму в деревне Фельзендорф. Будущий полковник учился в городе Ниско в 1901—1905 годах, в начальной школе. В дальнейшем он перешёл в школу в город Любачув, где прошёл 5 и 6 классы. Затем учился в учительской семинарии в Сокале, которую он окончил в 1913 году, получив аттестат зрелости. После окончания учёбы стал работать учителем в городе Бобрка Львовского воеводства (ныне — Львовская область Украины). В качестве учителя проработал до 1914 года.
Военную службу Домбек начал после начала Первой мировой войны в 1914 году, когда был призван на службу в пехоту австро-венгерской армии как доброволец на один год, а затем стал офицером запаса. После окончания школы офицеров запаса он получил звание подпоручика и отправлен на фронт. Во время одного из боёв в Карпатах он был тяжело ранен и проходил реабилитацию, после окончания которой стал воевать на Итальянском фронте до самого конца войны. А после возрождения Польши после окончания войны он вступил в Войско Польское. Он принимал участие во множестве войн Польши с соседними государствами (польско-украинская и советско-польские войны). За храбрость проявленную во время ведения боевых действий, получил крест доблести «За храбрость», а 15 сентября 1920 года получил звание майора в группе офицеров бывшей австро-венгерской армии. Он последовательно, командовал 2-м батальоном 14-го пехотного полка, а также 8 и 7-х полков легионов.
В мае 1922 года получил звание майора, а в декабре 1924 года — подполковника. 1 мая 1925 года он был назначен из 8 в 7-м полке с целью «временно исполнять обязанности командира полка в качестве заместителя». В марте 1926 года назначен заместителем командира 7-го стрелкового полка в Хелме. С 3 февраля 1928 года посещал 3-й оборонительный трёхмесячный курс командиров полков при экспериментальном центре в Рембертуве. Он также был назначен командиром резервного пехотного училища № 4 Томашуве-Мазовецком. В 1931 году стал командиром пехотного полка легионов в Хелме. В декабре того же года стал полковником. Накануне Сентябрьской войны он назначен командующим Морской бригады национальной обороны.
Будучи трудолюбивым человеком, он старательно работал над укреплением оборонительных позиций и усилением вооружения подчинённых ему частей. В результате его деятельности, численность польских войск в районе Гдыни увеличилась с 5 тыс. до 18 тыс. человек. Под его командованием был составлен план, согласно которому польские войска должны были удерживать порт Гдыня в течение 3 дней, затем оборонять Оксивскую скалу в течение недели. Так, после начала ведения активных боевых действий Станислав командовал всеми сухопутными силами Гдыни, организовывал наступательные рейды. В ночь с 1 на 2 сентября он атаковал противника в районе Гдыня-Колибки-Осова, сняв его давление с юга, отдав указ о наступлении 7 сентября. Контратака трёх батальонов, запланированная на 12 сентября с целью отбросить противника на север завершилась неудачей из-за ошибок в выполнении поставленных задач.
Столкнувшись с превосходящими силами Вермахта, польские войска оказались отрезанными от остальной части страны, Домбек решил эвакуировать остававшиеся силы на Оксивскую скалу и поняв о неминуемом поражении покончил с собой выстрелом в голову. После этого боевые действия в этом районе прекратились. Похороны полководца состоялись в 1947 году. 1 января 1964 года Домбеку было посмертно присвоено звание бригадного генерала и множество других почестей.

## Память

Почтовая марка Польши 1984 года с изображением Станислава Домбека

В 1993 президент Польши Лех Валенса посмертно вручил Станиславу Домбеку звание бригадного генерала и несколько государственных наград, таких как Орден Возрождения Польши и множество других, которые были также вручены ему ещё при жизни. В честь него названо множество улиц в городах Бельско-Бяла, Болеславец, Ченстохова, Гданьск, Гдыня и других польских городах. В честь Домбека было названо грузовое судно, пристроенное в Гданьске в 1969 году. Позднее, в 1984 году, Польская почта выпустила почтовую марку с изображением Домбека, из серии с изображением сражений войны в Польше в сентябре 1939 года.